# Dammam
Pour les articles homonymes, voir Dammam (homonymie).

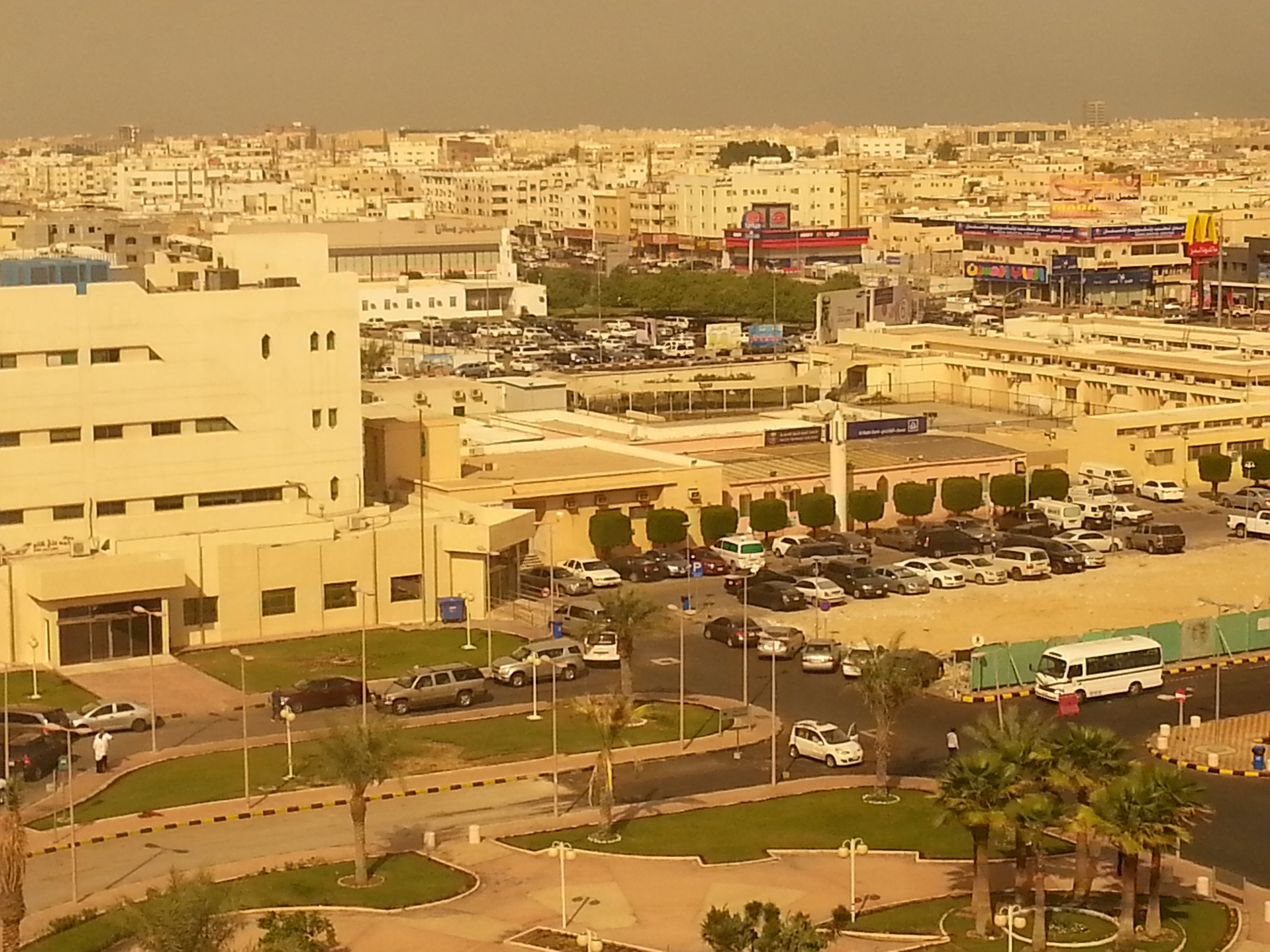

Dammam (arabe : الدمام ad-Dammām) est la capitale de la province orientale d'ach-Charqiya d'Arabie saoudite, sur le golfe Persique.

## Histoire
Dammam fut d'abord habitée par la tribu des Al Dossary et un certain nombre de membres de familles Howela vers 1923.
Les familles conduites par le Sheikh Ahmed Ibn Abdullah ibn Hassan Al Dossary migrèrent de Bahreïn et le roi Abdelaziz Al Saoud leur accorda le droit de s'établir dans cette région. Dammam fut immédiatement choisie parce que proche de l'île de Bahreïn alors que le clan espérait y revenir, mais la domination britannique dans la région mit fin à cette perspective (dividi et impera).
Des années après, le frère de Sheikh Ahmed se déplaça plus au sud où il établit sa famille à Al Khobar, qui était à cette époque déjà habitée.
Cependant ce petit épisode suffit à Khobar pour donner un coup de fouet à sa croissance démographique et pour resserrer les liens avec la plus grande ville qu'était Dammam. Les origines du nom « Dammam » sont controversées, puisque certains affirment qu'il viendrait d'une onomatopée donnée à cette région du bruit du tambour donnant l'alarme, mélodie appelée « damdamah », d'autres affirmant que le nom vient du mot arabe « dawwama » (tourbillon) qui indique un site côtier que les embarcations doivent éviter. 
Le 4 mars 1938, du pétrole jaillit du puits Dammam n° 7. Depuis 1933, les ingénieurs, géologues et ouvriers de la Standard Oil of California prospectaient l'or noir du Bahreïn mais les puits n'étaient pas assez rentables. Un an plus tard, un pipeline de 63 km reliant le champ pétrolier de Dammam au port de Ras-Tanura est inauguré. C'est le début de la fortune pour le roi saoudien Ibn Saoud. Le puits est fermé en 1982, après avoir produit 32 millions de barils d’or noir.
Au début des années 1980, Dammam était une ville séparée mais si proche d'Al Khobar et de Dhahran que le voyageur pouvait passer de l'une à l'autre en quelques minutes. Avec l'expansion continuelle de l'ensemble du Royaume, les trois villes se sont fondues en une seule agglomération, creant l'aire métropolitaine de Dammam. Chaque ville composant l'aire urbaine conserve ses propres règles et certaines fonctions administratives locales, mais au sein du royaume, l'aire de Dammam forme une entité administrative unique. 
Le grand Dammam a une population d'environ 2 millions d'habitants.

## Climat
Le climat de Dammam est particulièrement chaud en été avec des températures pouvant culminer en juillet-août jusqu'à 52 °C avec un degré d'humidité allant de 70 à 99 %. En hiver, les températures baissent à des niveaux moins chauds que l'été, néanmoins elles restent élevées et presque estivales en comparant avec les hivers dans les régions tempérés du globe.

## Transports

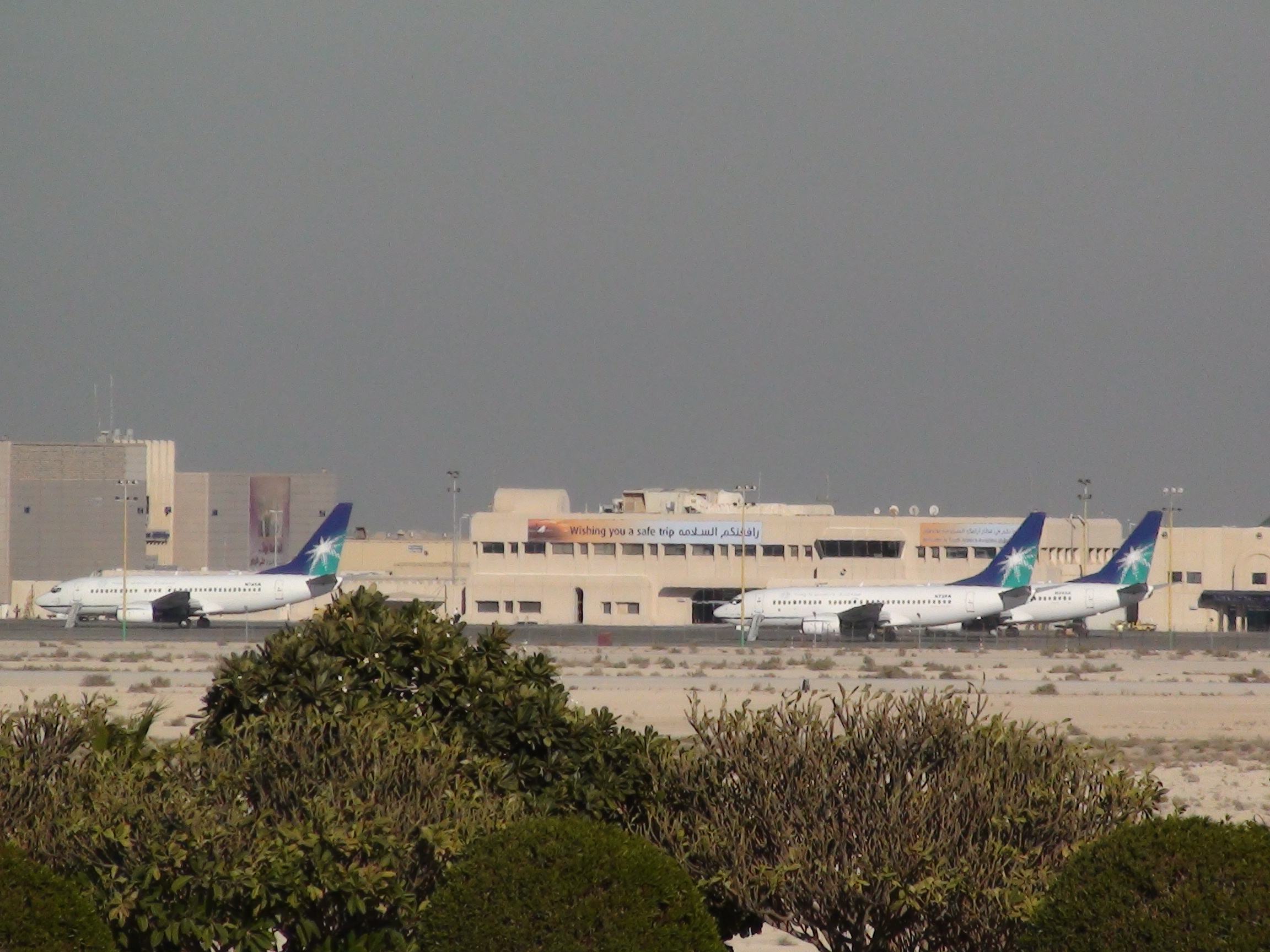
Aéroport International du Roi Faad.

### Aéroport International du Roi Faad
La ville est desservie par le King Fahd International Airport, l'aéroport le plus grand au monde en superficie. Il est situé à 20 km au nord-ouest relié à l'agglomération par une autoroute à 2x4 voies.

### Chemin de fer
L'Autorité des Chemins de Fer Saoudiens (Saudi Railways Organization) exploite une double ligne de fret et de passagers entre Riyad et Dammam via Al-Hofuf et Haradh. À terme cette ligne doit être prolongée vers  Djeddah, desservant La Mecque et Médine, une autre extension relierait Riyadh à Ha'il dans le nord de l'Arabie. La maitrise d'œuvre est confiée à H O’Donovan.

Un second projet, doit placer Dammam sur le tracé du Gulf Railway, une ligne ferroviaire empruntant la rive arabe du golfe Persique entre Bassorah (Irak) à Mascate (Oman).

### Port du roi Abdelaziz
Situé sur le golfe persique, fondé à la fin des années 1940, il constitue le second port saoudien en importance après celui de Jeddah.

### Autoroutes
Khobar, Dhahran, Qatif et d'autres cités sont reliées à Dammam avec des 2x3 voies ou 2x4 voies, qui est elle-même reliée à l'ensemble du réseau autoroutier saoudien.

## Sport
Prince Mohamed bin Fahd Stadium, construit en 1973, est le plus grand stade de football de Dammam avec une capacité de 35 000 spectateurs. Le Tennis Prince Mohammed Bin Fahd dans le centre. La Cité du sport est située entre Dammam et Al Khobar.
La ville a accueilli la Coupe intercontinentale masculine de handball en 2000.

## Éducation
- Université du roi Faisal

## Tourisme
La ville de Dammam, malgré son climat typique du golfe, est une attraction touristique pour les saoudiens grâce à ses plages.

### Hôtels
- Acadonia
- Ad Dammam Hotel
- Ad Dammam Hotel 2
- Al Andalusiyah
- Al Janadriyah
- Al Buhayrah Hotel
- Al Hamra Plaza
- Al Jaber Hotel
- Al Khayyam Hotel
- Anhar Hotel
- Arsh Balqis Hotel
- Asia Dammam Hotel
- Bilqase, > 60 euros
- Carlton Al Mu'aybid Hotel
- Novotel, > 110 euros
- Palace, > 75 euros
- Qasr Ad Dhahran Hotel
- Raghad Suites
- Safari Hotel 1
- Safari Hotel 2
- Sheraton Hotel, > 200 euros
- Tulip Inn, > 60 euros
- Zahrat Al Khalij Hotel

### Malls
- At Tamimi Markets 1
- At Tamimi Markets 2
- Al Mazra'a Markets 1
- Al Mazra'a Markets 12
- Ash Shati Mall
- Al Lulu'ah Mall
- Giant Stores Market
- Giant Stores Market 2
- City Max Ready Made Center
- Central Vegetable Market
- City Plaza
- Marina Mall
- Ibn Khaldoun Plaza
- Dammam International Markets
- Al Hayat Plaza Complex
- Dammam Plaza Center
- Gold Market
- Al Waha Commercial Center
- Al Aqariah Commercial Center

### Restaurants
- Abu Nawas
- Corniche
- Chinese
- Burger King
- Pizza Hut^
- Dajen
- Darin Seafood
- Dominos Pizza
- Sisars Pizza
- Dania Beverage
- KFC
- Kudu
- Mc Donalds
- Hardeez
- Herfy
- Shahnaz
- Al Bahar Oriental
- Ghazi

### Culture
- Dammam Museum of Archaeology & Ethnography, Prince Mohamed bin Fahd st, 4e étage, entrée libre, du samedi au mercredi (07:30-14:30),

### Consulats
- France : immeuble Al Bin Ali (entrée arrière, rdc), King Saud road (direction Dhahran Mall), près de Khobar Driving School & Sports city, près de et en face de l'immeuble Abdoullah Fouad (et Carlton, King Fahd road), 26.3675234 N & 50.1767385 E, samedi..mercredi 11..15.